# Fir Bolg
A Fir Bolg (vagy Firbolg, Fir Bholg) nép az ír mitológiában, az Ír-szigetet a legendák szerint meghódító népek negyedik hulláma a nemedek után (akiknek leszármazottai) és a Tuatha Dé Danann (Danu népe) előtt.
Ma ismert történetük fő forrása a 11. században lejegyzett Lebor Gabála Érenn, a Hódítások könyve, amely szerint 37 évig uralták Írországot. A hódító Fir Bolgok öt királya Dela fiai voltak: Gann, Genann, Rudraige, Sengann, Slaine. 

## Nevük
Nevük eredete vitatott. Lehetett "Builg emberei", "zsákos emberek", "lándzsás emberek". A modern ír bolg szó jelentése lándzsa (de eredetileg zsák). Van aki szerint egy belga törzshöz lehetett közük, amely nevének a jelentése "a ragyogók" volt (a "fényes" jelentésú proto-kelta *belo szóból). Az óír nyelvben "boillsg" ragyogást jelentett (ez a latin "fulgeo", az angol "effulgent", a litván "blizgù" és az orosz "bjela" szavak rokona).

## Külső hivatkozások
- A Hódítások Könyve eredeti szövege, angol fordításban
- Fir Bolg történet (angolul)
- A Fir Bolg-Tuatha Dé háborúról (in: Osara – Mágia a zenében: Cruachan)
- A Hódítások Könyve – A hat honfoglalás (alienangels.hu összefoglaló)